# NGC 1045
NGC 1045 este o galaxie lenticulară situată în constelația Balena. A fost descoperită în 28 noiembrie 1785 de către William Herschel. Se află la o distanță de 61,6 de megaparseci de Pământ.